# 吕多维克·阿莱维

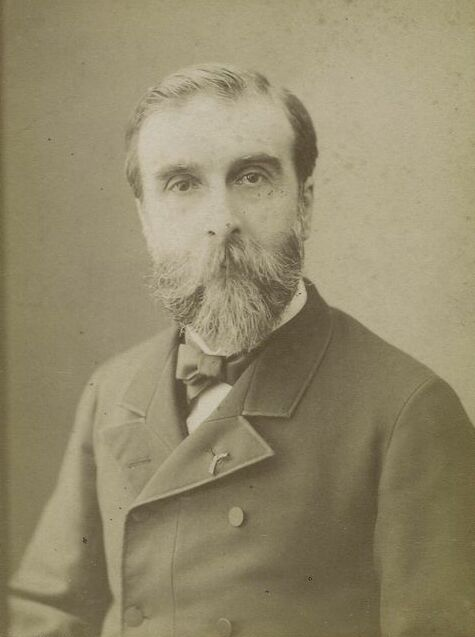
吕多维克·阿莱维

呂多维克·阿莱维（Ludovic Halévy，1834年1月1日－1908年5月7日）是一位法國剧作家，他与他人合作创作了乔治·比才的歌劇卡门的歌劇劇本和雅克·奥芬巴赫的歌剧劇本。
1881年，阿莱维当选法兰西学术院院士，1890年获得法國榮譽軍團勳章。 